# Meilleurs passeurs du championnat d'Espagne de football
Pour un article plus général, voir Championnat d'Espagne de football.
Cet article liste les meilleurs passeurs du championnat d'Espagne de football depuis la saison 2008-2009.

## Palmarès

### Palmarès par édition
Ce tableau retrace les meilleurs passeurs du Championnat d'Espagne de football par saison depuis 2008-2009.
Le record de passes décisives sur une saison est détenu par Lionel Messi avec 21 passes décisives réalisées avec le FC Barcelone lors de la saison 2019-2020.
| Saison    | Joueur                                 | Club                       | Passes décisives |
| --------- | -------------------------------------- | -------------------------- | ---------------- |
| 2008-2009 | Xavi                                   | FC Barcelone               | 20               |
| 2009-2010 | Xavi                                   | FC Barcelone               | 14               |
| 2010-2011 | Lionel Messi                           | FC Barcelone               | 18               |
| 2011-2012 | Mesut Özil                             | Real Madrid                | 17               |
| 2012-2013 | Andrés Iniesta                         | FC Barcelone               | 16               |
| 2013-2014 | Ángel Di María                         | Real Madrid                | 17               |
| 2014-2015 | Lionel Messi                           | FC Barcelone               | 18               |
| 2015-2016 | Lionel Messi Luis Suárez               | FC Barcelone               | 16               |
| 2016-2017 | Luis Suárez                            | FC Barcelone               | 13               |
| 2017-2018 | Pablo Fornals Lionel Messi Luis Suárez | Villarreal CF FC Barcelone | 12               |
| 2018-2019 | Pablo Sarabia Lionel Messi             | Séville FC FC Barcelone    | 13               |
| 2019-2020 | Lionel Messi                           | FC Barcelone               | 21               |
| 2020-2021 | Iago Aspas                             | Celta de Vigo              | 13               |
| 2021-2022 | Ousmane Dembélé                        | FC Barcelone               | 13               |
| 2022-2023 | Antoine Griezmann                      | Atlético de Madrid         | 16               |
| 2023-2024 | Álex Baena                             | Villarreal CF              | 14               |
| 2024-2025 | Lamine Yamal                           | FC Barcelone               | 13               |

### Palmarès par joueur
L'Argentin Lionel Messi compte six titres de meilleur passeur du championnat d'Espagne.
Il a d'ailleurs remporté trois titres successivement tout comme Luis Suárez.
| Rang | Joueur       | Titres | Club(s)      |
| ---- | ------------ | ------ | ------------ |
| 1    | Lionel Messi | 6      | FC Barcelone |
| 2    | Luis Suárez  | 3      | FC Barcelone |
| 3    | Xavi         | 2      | FC Barcelone |

* titre partagé par deux joueurs ou plus.

### Palmarès par club
Le FC Barcelone a eu quatorze fois dans son équipe le meilleur passeur du championnat d'Espagne dont six fois successivement (de 2015 à 2020).
| Rang | Club          | Titres | Joueurs                                                                                         |
| ---- | ------------- | ------ | ----------------------------------------------------------------------------------------------- |
| 1    | FC Barcelone  | 14     | Xavi (×2), Lionel Messi* (x6), Andrés Iniesta, Luis Suárez* (x3), Ousmane Dembélé, Lamine Yamal |
| 2    | Real Madrid   | 2      | Mesut Özil, Ángel Di María                                                                      |
| 2    | Villarreal CF | 2      | Pablo Fornals*, Álex Baena                                                                      |

* titre partagé par deux joueurs ou plus.

### Palmarès par pays
L'Espagne a eu huit fois l'un de ses représentants titré meilleur passeur du championnat d'Espagne.
| Rang | Pays      | Titres | Joueurs                                                                                       |
| ---- | --------- | ------ | --------------------------------------------------------------------------------------------- |
| 1    | Espagne   | 8      | Xavi (×2), Andrés Iniesta, Pablo Fornals, Pablo Sarabia, Iago Aspas, Álex Baena, Lamine Yamal |
| 2    | Argentine | 7      | Lionel Messi (x6), Ángel Di María                                                             |
| 3    | Uruguay   | 3      | Luis Suárez (x3)                                                                              |
| 4    | France    | 2      | Ousmane Dembélé, Antoine Griezmann                                                            |

* titre partagé par deux joueurs ou plus.